# تپه مورانی
تپه مورانی مربوط به سده‌های ۸–۱۰ ه.ق است و در شهرستان پل‌دختر، بخش مرکزی، دهستان ملاوی، ۲۰۰ متری شرق روستای مورانی واقع شده و این اثر در تاریخ ۲۲ آبان ۱۳۸۶ با شمارهٔ ثبت ۲۰۰۹۳ به‌عنوان یکی از آثار ملی ایران به ثبت رسیده است.